# Atypophthalmus multisetosus
Atypophthalmus multisetosus là một loài ruồi trong họ Limoniidae. Chúng phân bố ở miền Cổ bắc.